# Malin Andersson
Malin Elisabeth Andersson (Kristianstad, 4 mei 1973) is een voormalig voetbalster uit Zweden, die speelde als middenvelder. Ze vertegenwoordigde haar vaderland bij drie opeenvolgende Olympische Spelen: 1996, 2000 en 2004. Andersson kwam tot 151 interlands (38 goals) voor de Zweedse nationale ploeg, en werd in 1995 uitgeroepen tot Zweeds voetbalster van het Jaar.